# Блъд, Сует енд Тиърс
„Блъд, Сует енд Тиърс“ (на английски: Blood, Sweat & Tears) е американска джаз рок група, известна със съчетаването на брас бенд и рок инструменти. Тя записва музика от различни рок и фолк автори, като Лора Ниро, Джеймс Тейлър, „Бенд“ и „Ролинг Стоунс“, както и Били Холидей и Ерик Сати, и включва в музиката си свои аранжименти на композиции на Телониъс Монк и Сергей Прокофиев.
Създадена в Ню Йорк през 1967 г. с осем участници, групата преминава през множество етапи с различен състав, както и през широк кръг от музикални стилове. Характерно за нея е смесването на рок, блуз, поп музика, аранжименти за медни духови инструменти и джаз импровизации в хибридния стил, станал известен като джаз рок. За разлика от джаз фюжън групите, които се стремят към виртуозни демонстрации на инструминтална техника и известно експериментиране с електрически инструменти, изпълненията на „Блъд, Сует енд Тиърс“ съчетават стилистиката на рок, поп и ритъм енд блус музиката с тази на биг бендовете, като същевременно добавят елементи на класическа музика от XX век и музиката на малките джазови оркестри.